# ×Festulolium loliaceum
Festulolium loliaceum là một loài thực vật có hoa trong họ Hòa thảo. Loài này được (Huds.) P.Fourn. mô tả khoa học đầu tiên năm 1935.